# Gianni Zanon

a Compétitions nationales et continentales officielles uniquement.

b Matchs officiels uniquement.
Gianni Zanon,né le 3 mars 1960 à Trévise (Italie), est un joueur italien de rugby à XV.

## Biographie
Gianni Zanon a joué pour l'équipe d'Italie, il est troisième ligne. 
Il a honoré sa première cape internationale le 12 avril 1981 à Braila avec l'équipe d'Italie pour une défaite 35-9 contre la Roumanie. Un peu plus tôt, il avait pour la première fois revêtu le maillot 'azzurro' contre France XV (le 8 mars 1981), mais ce match n'était pas une cape officielle.
Il joue deux matchs de la Coupe du monde de rugby 1991 comme capitaine, après avoir joué un match lors de la participation à la Coupe du monde de rugby 1987.

## Sélection nationale
- 45 sélections avec l'Italie
- 9 fois capitaine : 1 en 1985, 6 en 1990, 2 en 1991
- 36 points
- 9 essais
- Sélections par année : 4 en 1981, 4 en 1982, 10 en 1983, 4 en 1984, 7 en 1985, 1 en 1986, 3 en 1987, 2 en 1989, 7 en 1990, 3 en 1991.
- Coupes du monde de rugby disputées : 1987, 1991.